# Théâtre l'Improviste
Le Théâtre l'Improviste, situé à Forest (Bruxelles), 120 rue de Fierlant et ouvert le 20 octobre 2018, est le premier théâtre de Belgique entièrement destiné à l'improvisation,.

## Histoire
Le bâtiment est au départ un simple entrepôt[réf. nécessaire]. Il est rénové en portant une attention particulière à l'écologie et au respect de la planète[réf. nécessaire].

### Activités pendant la crise COVID-19
Pendant les deux fermetures imposées par l’État belge dans le cadre des mesures visant à lutter contre le coronavirus, L'Improviste diffuse gratuitement de mars 2020 à avril 2021 des spectacles en direct sur YouTube deux fois par semaine,.
Cette alternative a été reprise par différents médias et saluée par le New York Times pour qui « la réponse locale la plus créative à ces circonstances revient au théâtre l'Improviste à Bruxelles ».

## Objectifs
Son but est de mettre en avant l’improvisation théâtrale. Il propose des spectacles joués par des improvisateurs professionnels.

## Équipement
Le théâtre est équipé d'un matériel technique adapté à l'improvisation[réf. nécessaire]. L'Improviste compte une cinquantaine de projecteurs de différents types, un pupitre lumière sur ordinateur pour automatiser certaines actions, un pupitre lumière manuel pour réagir avec rapidité et précision, une importante banque de sons, de musiques et d’effets[réf. nécessaire].